# Guacio
Guacio es un barrio ubicado en el municipio de San Sebastián en el estado libre asociado de Puerto Rico. En el Censo de 2010 tenía una población de 640 habitantes y una densidad poblacional de 81,26 personas por km².

## Geografía
Guacio se encuentra ubicado en las coordenadas 18°17′3″N 67°0′11″O / 18.28417, -67.00306. Según la Oficina del Censo de los Estados Unidos, Guacio tiene una superficie total de 7.88 km², de la cual 7.74 km² corresponden a tierra firme y (1.78%) 0.14 km² es agua.

## Demografía
Según el censo de 2010, había 640 personas residiendo en Guacio. La densidad de población era de 81,26 hab./km². De los 640 habitantes, Guacio estaba compuesto por el 88.75% blancos, el 1.88% eran afroamericanos, el 0.31% eran amerindios, el 6.25% eran de otras razas y el 2.81% pertenecían a dos o más razas. Del total de la población el 99.69% eran hispanos o latinos de cualquier raza.